# الحركة الوطنية للحماية والاستعادة
الحركة الوطنية للحماية والاستعادة (بالفرنسية: Mouvement patriotique pour la sauvegarde et la restauration) هي النخبة العسكرية الحاكمة في بوركينا فاسو منذ 23 يناير 2022. كان يقودها ويترأس المجموعة بول هنري سانوغو داميبا حتى الانقلاب عليه في سبتمبر من العام نفسه، بسبب عدم قدرته على معالجة مسألة الحركات المتمردة الإسلامية.
أعلن الرئيس الحالي إبراهيم تراوري عن الانقلاب على بول هنري ساناغو داميبا في 30 من سبتمبر عام 2022.

## الأعضاء
- الرئيس السابق: بول هنري سانوغو داميبا.
- الرئيس الحالي: إبراهيم تراوري
- نائب الرئيس: فاكاند.
- رئيس الوزراء: غير معلوم.